# Rhinella margaritifera
Espèce
Synonymes
- Rana margaritifera Laurenti, 1768
- Bufo margaritifer (Laurenti, 1768)
- Rana gemmata Lacépède, 1788
- Bufo nasutus Schneider, 1799
- Bufo typhonius Schneider, 1799
- Bufo mitrata Daudin, 1802
- Bufo perlatus Cuvier, 1817
- Bufo naricus Spix, 1824
- Trachycara fusca Tschudi, 1845
- Bufo pleuropterus Schmidt, 1857

Statut de conservation UICN

 LC  : Préoccupation mineure
Rhinella margaritifera  est une espèce d'amphibiens de la famille des Bufonidae.

## Répartition
Cette espèce se rencontre jusqu'à 2 400 m d'altitude, :
- en Guyane ;
- au Suriname ;
- au Guyana ;
- au Venezuela ;
- en Colombie ;
- au Panama ;
- en Équateur ;
- au Pérou ;
- en Bolivie ;
- au Brésil.

## Description

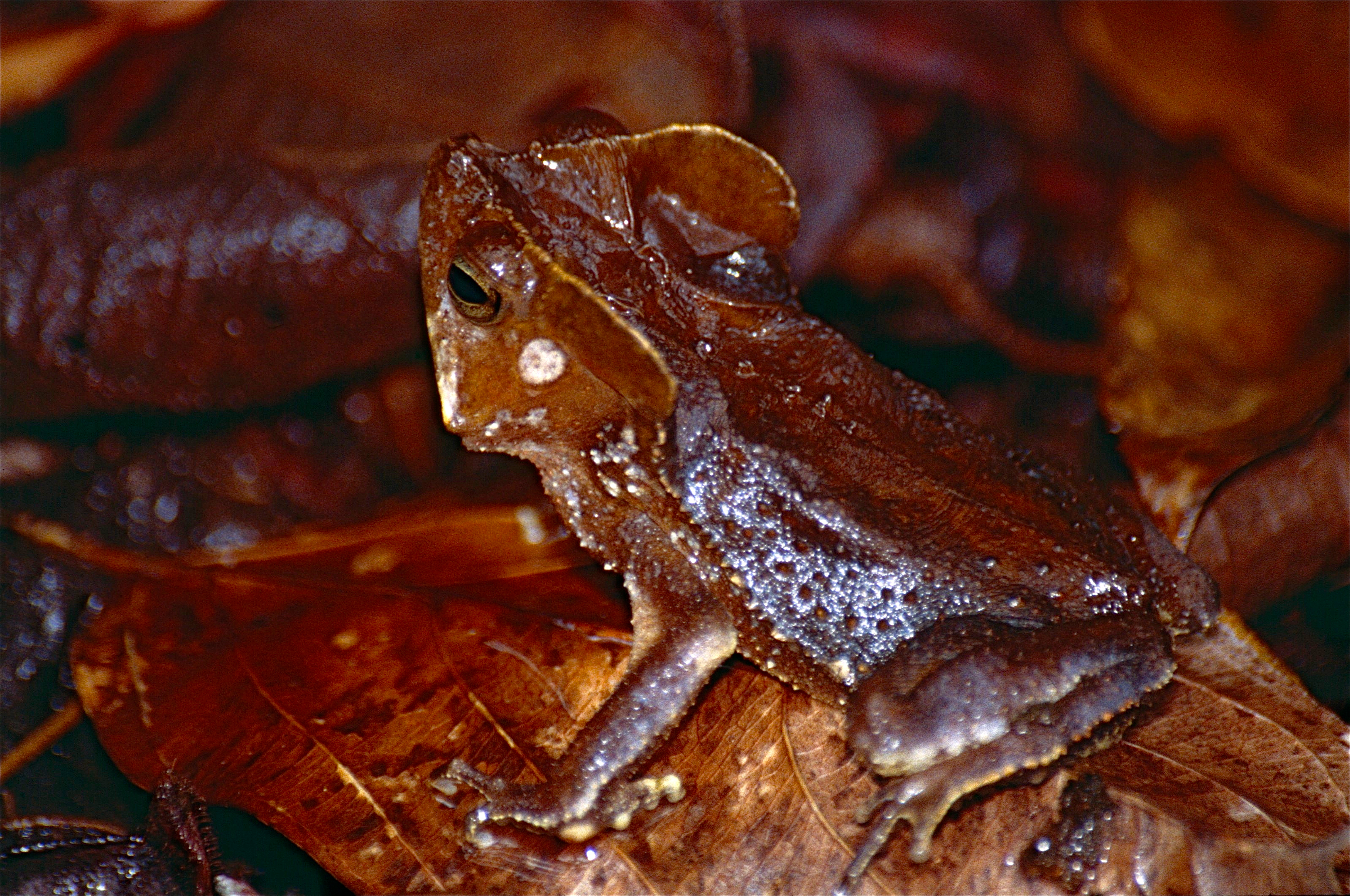
Femelle
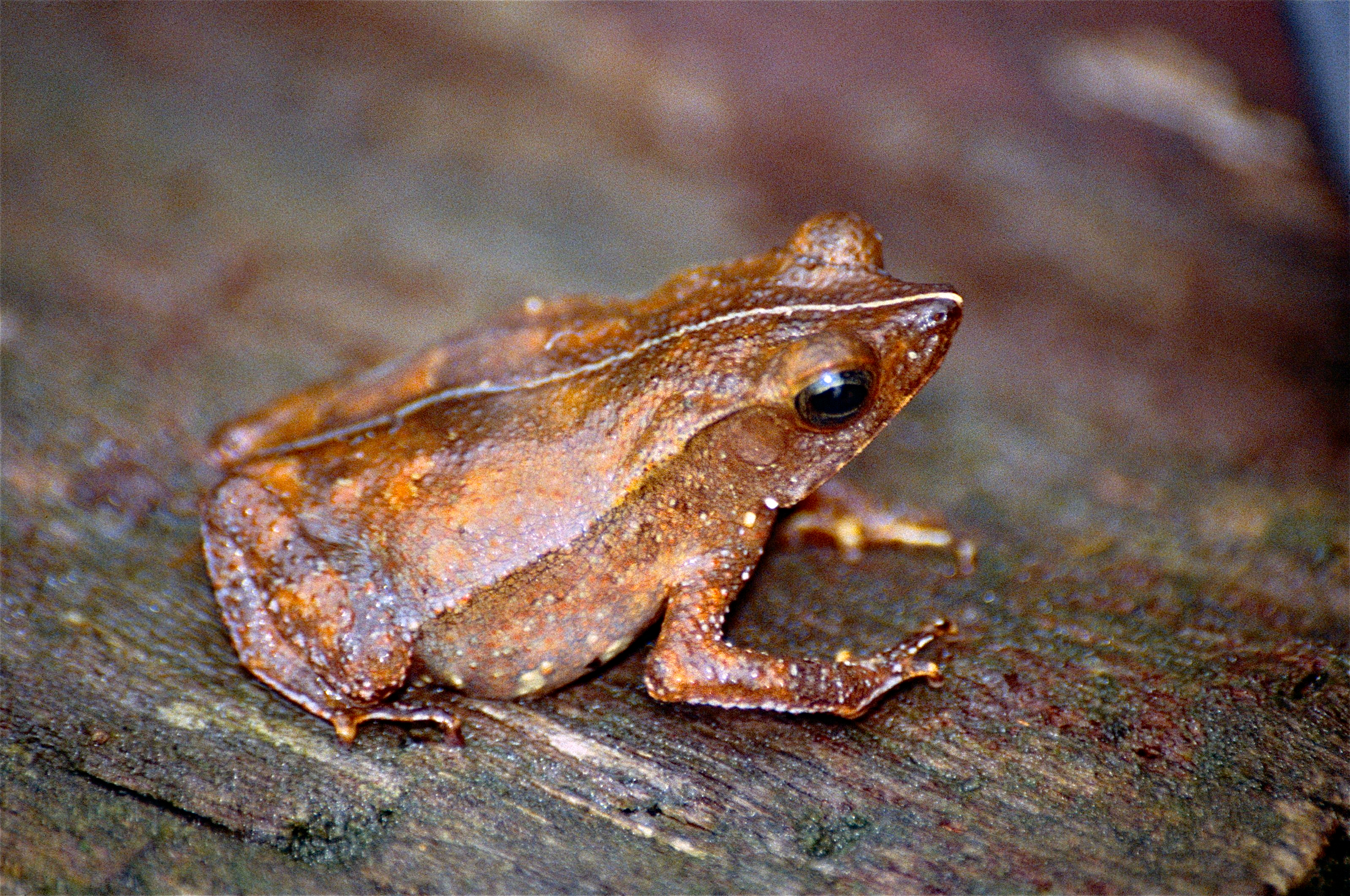
Mâle

## Taxinomie

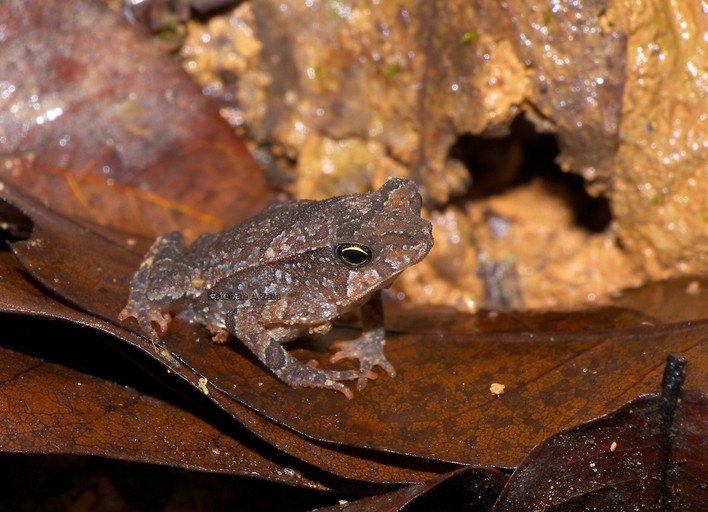
Rhinella margaritifera

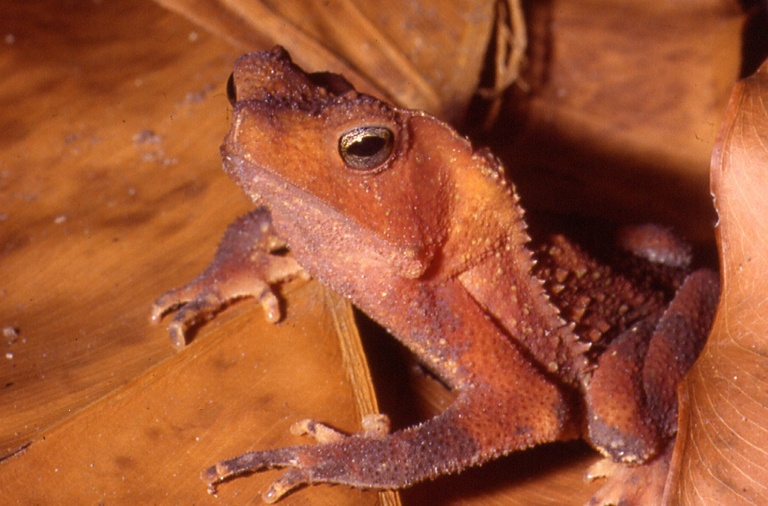
Rhinella margaritifera

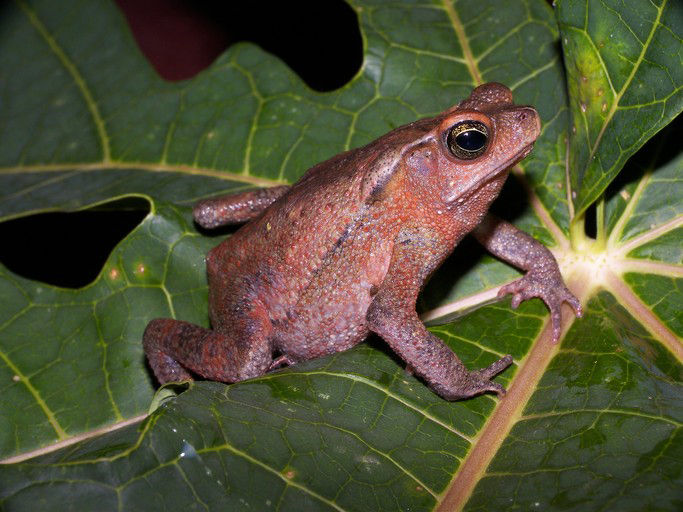
Rhinella margaritifera

Dans sa conception actuelle, Rhinella margaritifera est un complexe d'espèce.

## Publication originale
- Laurenti, 1768 : Specimen medicum, exhibens synopsin reptilium emendatam cum experimentis circa venena et antidota reptilium austriacorum Vienna Joan Thomae p. 1-217 (texte intégral).